# Branch (Arkansas)
Branch – miasto w Stanach Zjednoczonych, w stanie Arkansas, w hrabstwie Franklin.